# Кембелсбург (Индијана)
Кембелсбург (енгл. Campbellsburg) град је у америчкој савезној држави Индијана.

## Демографија
По попису из 2010. године број становника је 585, што је 7 (1,2%) становника више него 2000. године.
| Група             | 2000.       | 2010.       |
| Белци             | 567 (98,1%) | 570 (97,4%) |
| Афроамериканци    | 0 (0,0%)    | 1 (0,2%)    |
| Азијати           | 0 (0,0%)    | 2 (0,3%)    |
| Хиспаноамериканци | 5 (0,9%)    | 6 (1,0%)    |
| Укупно            | 578         | 585         |